# イヴァン・ルコフ
イヴァン・ルコフ（Иван Луков, 1871年8月22日 - 1926年4月17日）は、ブルガリアの軍人。中将。
ガブロヴォ出身。1891年にソフィアの軍事学校を卒業し、第20義勇連隊に配属。1895年に高等軍事課程、1901年にニコラエフ参謀本部アカデミーを卒業。1902年から参謀本部勤務。1903年から動員班附属の特別委任将校。1904年から第8沿海連隊の中隊長。1905年から駐パリ、1907年から駐サンクトペテルブルク駐在武官。1908年から第8トゥンジャン歩兵師団の先任副官、1908年から第5ドナウ歩兵師団の第2義勇隊長。1910年から第1ソフィア歩兵師団参謀長。
1912年から1913年のバルカン戦争時、セリオル・リュレ＝ブルガズ、チャ・タルジェの戦いで功績を上げ、戦後、トルコとの交渉の代表団に加わる。1914年から軍事学校長、その後第38オドリン歩兵連隊長。1915年、第3軍事監察区参謀長。
ブルガリアの第一次世界大戦参戦後、1915年9月にブルガリア軍参謀長補兼作戦課長に任命される。1916年8月、コンスタンティン・ジョストフ将軍の死後、参謀長に任命され、軍の指導に関してニコラ・ジェコフ将軍を補佐した。1918年2月からマケドニア戦線の第2軍司令官。1918年9月、連合国との和平のための交渉代表団に加わる。
1918年から1919年まで、ブルガリア軍参謀長。1920年1月、退役。退役後は、文学と社会活動に従事し、国会議員、人権擁護同盟員となった。